# Fritz Riemann (Schachspieler)
Fritz Riemann (* 2. Januar 1859 in Polnisch Weistritz, Kreis Schweidnitz; † 22. November 1932 in Erfurt) war ein deutscher Schachmeister.
Riemann, ein Anderssen-Schüler und von Beruf Stadtrat, hatte seine erfolgreichste Phase als Schachmeister in den 1880er Jahren. Beim Kongress des Westdeutschen Schachbundes in Braunschweig 1880 wurde er Zweiter hinter Louis Paulsen. In Leipzig gewann er im Jahr 1888 gemeinsam mit Curt von Bardeleben vor unter anderen Siegbert Tarrasch. Riemann, der eine Zeit lang in Breslau, dann in Berlin lebte, bevor er nach Erfurt zog, besiegte 1876 in Breslau Arnold Schottländer in einem Wettkampf 5:0; im Jahr 1880 spielte er in Berlin 3:3 (+2 =2 −2) gegen Emil Schallopp. Im Jahr 1885 endete in Breslau ein Wettkampf gegen Ernst Flechsig mit 5:5 (+5 =0 −5). Bereits 1889, also im Alter von 30 Jahren, zog sich Riemann vom Turnierschach zurück, blieb aber zeitlebens dem Deutschen Schachbund (DSB) verbunden.
Riemann schrieb ein Buch über seine Schachkarriere, das mit Erinnerungen an Adolf Anderssen versehen ist: Schacherinnerungen des jüngsten Anderssen-Schülers, Berlin/Leipzig 1925.
Als beste historische Elo-Zahl wurde nachträglich der Wert 2632 ermittelt (März 1889). Er gehörte damit einige Zeit zu den weltbesten zehn Schachspielern.